# Pterolophia kusamai
Pterolophia kusamai là một loài bọ cánh cứng trong họ Cerambycidae.